# Webasto
Format:Expand German
Grupul Webasto este un furnizor german din industria auto.
Webasto este printre primii 100 de furnizori în industria auto la nivel mondial și printre primii 15 din Germania. În divizia Roof & Components compania dezvoltă și produce trape auto și sisteme de acoperișuri pentru autovehicule. Prin divizia Thermo & Comfort, Webasto oferă sisteme de încălzire, răcire și ventilație pentru autoturisme, vehicule comerciale (camioane, autobuze, vehicule speciale și vehicule pe line), ambarcațiuni și rulote.
Webasto este prezent în peste 46 de țări. Sediul central al Webasto se află în Stockdorf, lângă Munchen, Germania. Webasto a fost fondată în 1901 ca o afacere de familie și așa a rămas până în prezent.

## Istoric
Cunoscut inițial ca „Esslinger Draht-und Eisenwarenfabrik Wilhelm Baier Senior, Esslingen / Neckar ", compania a început cu produse de ștanțare, umerașe de sârmă și aparate de uz casnic. În 1908, compania s-a mutat la Stockdorf în apropiere de München. Compania a primit numele său prezent de la inițialele fondatorului companiei: Wilhelm Baier și numele localității Stockdorf. În anii 1930, Webasto a devenit un furnizor de piese pentru automobile. În 1932, Wilhelm Baier construit prima trapă cu pliere pentru un autovehicul care putea fi deschisă sau închisă, cu doar câțiva pași simpli. Trei ani mai târziu, el a creat așa-numitul "încălzitor de aer proaspăt ” pentru autovehiculele răcite cu apă.

## Locații
Prima locație internațională Webasto a fost fondată în anul 1974 în Statele Unite, în apropiere de Detroit. În 1978, prima filială din Asia cu facilități de producție, a fost deschisă în Japonia (Hiroshima). În Coreea, Webasto funcționează prin joint-venture ca și Webasto Donghee din anul 1988. Prima filială Webasto din China a fost deschisă în 2001. Site-uri de producție europene sunt situate în Germania, Franța, Italia, Marea Britanie, România, Slovacia, Olanda și Portugalia.

## Produse
În divizia Roof & Components , Webasto dezvoltă și produce sisteme de trape și trape rabatabile pentru toate mărcile de automobile de renume din lume.
Portofoliul de produse cuprinde trape de înclinare / alunecare, trape panoramice, trape pliante și trape solare. Pentru decapotabile, Webasto oferă trape moi și trape retractabile. Compania se ocupă de producția de serie mică pentru vehicule premium și producții de ordine mari pentru vehiculele fabricate în număr mare. 
În divizia Thermo & Comfort, Webasto dezvoltă și produce sisteme de încălzire, răcire și ventilație ca echipament de serie și pentru piața pieselor de schimb. Portofoliul de produse de încălzire staționare cuprinde încălzitoare de aer și sisteme de încălzire independente de motor pentru toate tipurile de vehicule. Ce este mai mult, compania dezvoltă sisteme de aer condiționat pentru camioane și vehicule speciale. Sisteme de trape pentru bărci și vehicule speciale completează gama de produse.

## Premii
"Cel mai bun brand", în categoria de încălzire auto: 2006, 2007, 2008, 2009, 2010, 2011, 2012, 2013 (premiul dat de cititorii revistei Auto Motor und Sport din Germania) 

"Cel mai bun brand", în categoria de încălzitoare de camioane: 2005, 2006, 2007, 2008, 2009, 2010, 2011, 2012 (premiul revistei Lastuto Omnibus și Trans Aktuell în Germania) 

"Pace Award": obținut pentru noua tehnologie în producția de acoperișuri panoramice din policarbonat (Premiul de la Automotive News)